# Adapiformes
Adapiformes é um clado, tradicionalmente uma infraordem, de primatas fósseis que viveram do Eoceno ao Mioceno na Europa, Ásia, África e América do Norte.

## Taxonomia
O grupo é algumas vezes referido como Adapoidea e tratado como uma superfamília dentro de Lemuriformes. Recentes análises filogenéticas têm colocado o clado como um grupo basal dentro de Strepsirrhini, entretanto, estudos alternativos colocam o grupo como basal do Anthropoidea.

### Sistemática
Três famílias são reconhecidas para o grupo.
Infraordem Adapiformes Hoffstetter, 1977
- Família Adapidae Trouessart, 1879
- Família Notharctidae Trouessart, 1879
- Família Sivaladapidae Thomas & Verma, 1979
- Família incertae sedis
  - Gênero Mahgarita Wilson & Szalay, 1976
  - Gênero Mescalerolemur Kirk & Williams, 2011
  - Gênero Muangthanhinius Marivaux, Chaimanee, Tafforeau & Jaeger, 2006